# Ferrovia Wohlen-Meisterschwanden
La ferrovia Wohlen-Meisterschwanden è stata una linea ferroviaria a scartamento normale della Svizzera.

## Storia
I primi progetti per una linea ferroviaria tra la valle della Limmat e la Seetal risalgono al 1888, e videro una prima realizzazione nel 1902, con l'apertura della ferrovia Bremgarten-Dietikon. Successivamente si pensò ad un prolungamento verso Boniswil (dove si sarebbe raccordata con la Seetalbahn), ma si rinunciò per il costo elevato. Si preferì la costruzione di una linea a scartamento normale (per evitare rotture di carico a Wohlen) con termine a Fahrwangen. Finanziata dai comuni di Meisterschwanden, Fahrwangen, Sarmenstorf, Hilfikon, Villmergen e Wohlen, dal canton Argovia e da privati e costruita dalle ditte tedesche AEG ed Otto Conrad, la prima pietra della ferrovia fu posata il 20 ottobre 1914. La linea aprì il 17 dicembre 1916, e venne gestita dalla società Wohlen-Meisterschwanden-Bahn (WM), costituitasi a Wohlen nel 1912.
Già nel 1965 si era pensato di sopprimere la linea e sostituirla con autobus: le proteste degli abitanti della zona lo impedirono e portarono all'ammodernamento della linea, con la rielettrificazione in corrente alternata e l'acquisto di nuovi rotabili. Ciò non impedì però il declino dei traffici: nel 1965 vennero trasportati 460.000 passeggeri, scesi a 270.000 nel 1983, con un debito che nel 1975 aveva superato il milione di franchi. Per alcuni anni si ebbe un discreto livello di traffico merci, ma a partire dal 1990, con la chiusura del suo principale cliente, la Ferrowohlen, anche questo crollò (da 282.000 tonnellate trasportate nel 1990 si scese nel 1996 a 90.000).
Il 17 settembre 1996 il Gran Consiglio del canton Argovia votò a grande maggioranza per la soppressione della linea, che chiuse il 31 maggio 1997.
Nel 2000 la WM si fuse con la vicina Bremgarten-Dietikon-Bahn (Linie Wohlen-Dietikon) (BD), esercente l'omonima ferrovia, creando la società BDWM Transport, fusasi a sua volta il 19 giugno 2018 con la Wynental- und Suhrentalbahn (WSB) nella società Aargau Verkehr (AVA).

## Caratteristiche
La linea era lunga 8,2 km, a trazione elettrica (in corrente continua 1.000-1,200 V fino al 1966, quindi in corrente alternata 15,000 V 16,7 Hz). La pendenza massima era del 44 per mille, il raggio minimo di curva 150 metri.
La tratta rimasta in esercizio, a trazione Diesel, è lunga 1,4 km, ha una pendenza massima del 13 per mille e un raggio di curva minimo di 190 metri.

### Percorso
| Continuation backward |

| Station on track |

| Unknown route-map component "CONTgq" | Unknown route-map component "ABZgr" |  |

| Small non-passenger station on track |

| Unknown route-map component "ENDExe" |

| Unknown route-map component "exBHF" |

| Unknown route-map component "exHST" |

| Unknown route-map component "exBHF" |

| Unknown route-map component "exKBHFe" |

La stazione di Fahrwangen negli anni Sessanta

La ferrovia partiva dalla stazione di Wohlen, sulla Aargauische Südbahn. Da lì i binari risalivano verso la zona industriale di Wohlen fino allo scalo merci di Villmergen: la tratta è rimasta in esercizio, a trazione Diesel, come raccordo verso alcune aziende. Da lì la ferrovia toccava Villmergen, Hilfikon e Sarmenstorf, terminando la corsa a Fahrwangen. La sede ferroviaria tra Villmergen e Sarmenstorf è stata trasformata in pista ciclabile, mentre tra Sarmenstorf e Fahrwangen è divenuta una strada pedonale.

## Materiale rotabile
All'apertura della linea entrarono in servizio due elettromotrici, una a carrelli (CFe 4/4 1) ed una a due assi (Ce 2/2 11), due carrozze a due assi (C 21 e CF 31), un carro merci (K2 101) ed un pianale di servizio (X 211). L'anno successivo fu acquistato un locomotore-bagagliaio (Fb 4/4 51), ceduto nel 1926 alla ferrovia Kriens-Lucerna. Sempre nel 1926 entrò in servizio una seconda elettromotrice a carrelli (CFe 4/4 2). Le elettromotrici a corrente continua furono accantonate nel 1966 e demolite, tranne la CFe 4/4 2 ceduta alla Bremgarten-Dietikon.
In seguito alla rielettrificazione entrarono in servizio due nuove elettromotrici (immatricolate BDe 4/4 1÷2) ed una rimorchiata pilota (Bt 11), costruite in seguito ad un'ordinazione congiunta con altre ferrovie secondarie elvetiche (GFM, RVT, MThB e MO). Alla chiusura della linea le due elettromotrici furono cedute alla Südostbahn; dal 2004 la BDe 4/4 2 è di proprietà di un'associazione di appassionati di Frick.
Nel 1987 fu acquistata dalla Sensetalbahn un'automotrice (BDe 2/4 3), costruita originariamente nel 1938. Venduta nel 1997 alla Zürcher Museumsbahn, dal 2012 passò nelle mani della Compagnie Ferroviaire du Léman, che la utilizzò per viaggi nella zona del lago Lemano; nel 2020 è stata rilevata da un gruppo di appassionati ed è conservata presso la stazione di Bauma, sulla linea turistica Hinwil-Bauma.

### Materiale motore - prospetto di sintesi
| Tipo                       | Unità       | Anno di costruzione | Costruttore  | Note                                                                             |
| -------------------------- | ----------- | ------------------- | ------------ | -------------------------------------------------------------------------------- |
| Automotrice elettrica      | CFe 4/4 1   | 1916                | SIG-AEG      | radiata nel 1966                                                                 |
| Automotrice elettrica      | CFe 4/4 2   | 1926                | SIG-Oerlikon | ceduta alla Bremgarten-Dietikon nel 1966                                         |
| Automotrice elettrica      | Ce 2/2 11   | 1916                | SIG-AEG      | radiata nel 1966                                                                 |
| Automotrice elettrica      | Fb 4/4 51   | 1916                | SIG-AEG      | ceduta alla Kriens-Lucerna nel 1926                                              |
| Automotrici elettriche     | BDe 4/4 1÷2 | 1966                | SIG-SWS      | cedute alla Südostbahn nel 1997                                                  |
| Automotrice elettrica      | BDe 2/4 3   | 1938                | SWS-SAAS     | acquistata dalla Sensetalbahn nel 1987, ceduta alla Zürcher Museumsbahn nel 1997 |
| Locomotiva Diesel          | Em 2/2 101  | 1961                | SIG-BBC      | ceduto alla Metrag AG nel 1997                                                   |
| Locomotiva Diesel          | Em 2/2 102  | 1965                | SIG-BBC      | ceduto alla Bremgarten-Dietikon nel 1968                                         |
| Locomotiva Diesel          | Em 2/2 103  | 1984                | Stadler      | ceduto alla Bremgarten-Dietikon                                                  |
| Locomotiva Diesel          | Em 4/4 151  | 1968                | CEM-Poyaud   | ceduto alla Stauffer                                                             |
| Locomotiva Diesel          | Tm 214      | 1930                | Breuer       |                                                                                  |
| Locomotiva ad accumulatori | Ta 31       | 1915                | Jaeger       | acquistato dalla BBC nel 1966, ceduto alla BLS nel 1997                          |